# Liste der Monuments historiques in Saint-Germain-de-Vibrac
Die Liste der Monuments historiques in Saint-Germain-de-Vibrac führt die Monuments historiques in der französischen Gemeinde Saint-Germain-de-Vibrac auf.

## Liste der Bauwerke
| Bezeichnung       | Beschreibung                      | Standort | Kennzeichnung | Schutzstatus | Datum | Bild           |
| ----------------- | --------------------------------- | -------- | ------------- | ------------ | ----- | -------------- |
| Kirche St-Germain | Erbaut im 13. und 14. Jahrhundert | (Lage)   | PA17000032    | Inscrit      | 2000  | weitere Bilder |

## Liste der Objekte

### Kirche St-Germain
| Bezeichnung  | Beschreibung                              | Standort | Kennzeichnung | Schutzstatus | Datum | Bild |
| ------------ | ----------------------------------------- | -------- | ------------- | ------------ | ----- | ---- |
| Zwei Retabel |                                           | (Lage)   | PM17001828    | Inscrit      | 1997  |      |
| Taufbecken   | Stein, 18. Jahrhundert                    | (Lage)   | PM17000936    | Inscrit      | 1976  |      |
| Hostieneisen | Eisen, vermutlich aus dem 19. Jahrhundert | (Lage)   | PM17001708    | Inscrit      | 1991  |      |
| Wandmalerei  | 15. Jahrhundert                           | (Lage)   | PM17001875    | Inscrit      | 1999  |      |